# رود فلس
رود فلس رودی است که به رود نکار می‌ریزد. این رود از کشور آلمان می‌گذرد و طول آن ۶۳ کیلومتر (۳۹ مایل) است.